# ورخنی اوفالی
شهر ورخنی اوفالی (به روسی: Верхний Уфалей) در کشور روسیه و در اوبلاست چلیابینسک واقع شده‌است.